# Liam Boyce
Liam Boyce (Belfast, 8 april 1991) is een Noord-Iers voetballer die doorgaans speelt als spits. In januari 2025 verruilde hij Heart of Midlothian voor Derry City. Boyce maakte in 2011 zijn debuut in het Noord-Iers voetbalelftal.

## Clubcarrière
Boyce begon zijn carrière bij Cliftonville. Na zijn tweede seizoen, waarin hij zestienmaal doel had getroffen, was hij op proef bij Celtic, maar daar kreeg hij geen contract aangeboden. Twee maanden later leek de spits op weg naar het Duitse Greuther Fürth. Uiteindelijk vond de overgang geen doorgang. Een week later verkaste Boyce alsnog naar Duitsland; Werder Bremen nam de spits over en hij tekende voor twee jaar. In Bremen speelde hij drie keer in het tweede elftal en na één seizoen keerde hij al terug naar Cliftonville. In het seizoen 2012/13 maakte Boyce negenentwintig doelpunten in de Premiership en werd hij uitgeroepen tot speler van het jaar.
In juni 2014 besloot Cliftonville de spits geen nieuwe verbintenis aan te bieden. Een dag later tekende Boyce een voorcontract bij het Schotse Ross County. In het seizoen 2015/16 won hij met Ross County de Schotse League Cup. Het jaar erop kwam Boyce tot drieëntwintig competitietreffers. Hierop werd hij aangetrokken door Burton Albion, waar hij zijn handtekening zette onder en verbintenis voor de duur van drie seizoenen. Hij kostte ruim een half miljoen euro en werd daarmee de duurste aankoop van Burton ooit. Al aan het begin van het seizoen scheurde hij zijn voorste kruisband af uit in een oefenduel, waardoor hij vermoedelijk een groot deel van de rest van het seizoen moest missen.
Medio 2020 liet Boyce Burton Albion achter zich en hij vertrok naar Heart of Midlothian, waar hij tot en met het seizoen 2022/23 tekende. Dit contract werd in december 2022, nadat hij opnieuw een blessure had opgelopen aan zijn kruisband, opengebroken en verlengd met een seizoen en een optie op een jaar extra. Deze optie werd in december 2023 gelicht. In januari 2025 nam Derry City Boyce over.

## Clubstatistieken
| Seizoen | Club                | Competitie       | Competitie | Competitie | Beker | Beker | Internationaal | Internationaal | Totaal | Totaal |
| Seizoen | Club                | Competitie       | Wed.       | Dlp.       | Wed.  | Dlp.  | Wed.           | Dlp.           | Wed.   | Dlp.   |
| ------- | ------------------- | ---------------- | ---------- | ---------- | ----- | ----- | -------------- | -------------- | ------ | ------ |
| 2008/09 | Cliftonville        | Premiership      | 15         | 1          | 0     | 0     | —              | —              | 15     | 1      |
| 2009/10 | Cliftonville        | Premiership      | 34         | 16         | 0     | 0     | —              | —              | 34     | 16     |
| 2010/11 | Cliftonville        | Premiership      | 3          | 1          | 0     | 0     | 4              | 1              | 7      | 2      |
| 2010/11 | Werder Bremen II    | 3. Liga          | 3          | 0          | 0     | 0     | —              | —              | 3      | 0      |
| 2011/12 | Cliftonville        | Premiership      | 13         | 1          | 1     | 0     | —              | —              | 14     | 1      |
| 2012/13 | Cliftonville        | Premiership      | 36         | 29         | 8     | 3     | 2              | 1              | 46     | 33     |
| 2013/14 | Cliftonville        | Premiership      | 36         | 21         | 4     | 2     | 2              | 0              | 42     | 23     |
| 2014/15 | Ross County         | Premiership      | 30         | 10         | 3     | 1     | —              | —              | 25     | 4      |
| 2015/16 | Ross County         | Premiership      | 35         | 15         | 7     | 5     | —              | —              | 38     | 19     |
| 2016/17 | Ross County         | Premiership      | 34         | 23         | 6     | 1     | —              | —              | 40     | 24     |
| 2017/18 | Burton Albion       | Championship     | 16         | 3          | 0     | 0     | —              | —              | 16     | 3      |
| 2018/19 | Burton Albion       | League One       | 37         | 11         | 8     | 2     | —              | —              | 45     | 13     |
| 2019/20 | Burton Albion       | League One       | 25         | 8          | 5     | 5     | —              | —              | 30     | 13     |
| 2019/20 | Heart of Midlothian | Premiership      | 8          | 2          | 3     | 1     | —              | —              | 11     | 3      |
| 2020/21 | Heart of Midlothian | Championship     | 25         | 14         | 2     | 0     | —              | —              | 27     | 13     |
| 2021/22 | Heart of Midlothian | Premiership      | 31         | 10         | 10    | 6     | —              | —              | 41     | 16     |
| 2022/23 | Heart of Midlothian | Premiership      | 5          | 1          | 0     | 0     | 2              | 0              | 7      | 1      |
| 2023/24 | Heart of Midlothian | Premiership      | 15         | 1          | 3     | 0     | 4              | 0              | 22     | 1      |
| 2024/25 | Heart of Midlothian | Premiership      | 10         | 0          | 1     | 0     | 4              | 0              | 15     | 0      |
| 2025    | Derry City          | Premier Division | 0          | 0          | 0     | 0     | —              | —              | 0      | 0      |
| Totaal  | Totaal              | Totaal           | 411        | 167        | 61    | 26    | 18             | 2              | 490    | 195    |

Bijgewerkt op 15 januari 2025.

## Interlandcarrière
Boyce debuteerde in het Noord-Iers voetbalelftal op 9 februari 2011 in een vriendschappelijke wedstrijd tegen Schotland (0–3 nederlaag). Hij mocht van bondscoach Nigel Worthington in de tweede helft invallen voor Niall McGinn. De andere debutant in dit duel was Adam Thompson (Watford). Liam Boyce werd in mei 2016 opgenomen in de selectie van Noord-Ierland voor het Europees kampioenschap voetbal 2016 in Frankrijk, de eerste deelname van het land aan een interlandtoernooi.
| Interlands van Liam Boyce voor Noord-Ierland | Interlands van Liam Boyce voor Noord-Ierland | Interlands van Liam Boyce voor Noord-Ierland | Interlands van Liam Boyce voor Noord-Ierland | Interlands van Liam Boyce voor Noord-Ierland | Interlands van Liam Boyce voor Noord-Ierland |
| №                                            | Datum                                        | Wedstrijd                                    | Uitslag                                      | Competitie                                   | Goals                                        |
| Als speler bij Werder Bremen                 | Als speler bij Werder Bremen                 | Als speler bij Werder Bremen                 | Als speler bij Werder Bremen                 | Als speler bij Werder Bremen                 | Als speler bij Werder Bremen                 |
| -------------------------------------------- | -------------------------------------------- | -------------------------------------------- | -------------------------------------------- | -------------------------------------------- | -------------------------------------------- |
| 1                                            | 9 februari 2011                              | Noord-Ierland – Schotland                    | 0 – 3                                        | Vriendschappelijk                            |                                              |
| 2                                            | 29 maart 2011                                | Noord-Ierland – Slovenië                     | 0 – 0                                        | EK 2012 kwalificatie                         |                                              |
| 3                                            | 24 mei 2011                                  | Ierland – Noord-Ierland                      | 5 – 0                                        | Vriendschappelijk                            |                                              |
| 4                                            | 27 mei 2011                                  | Noord-Ierland – Wales                        | 0 – 2                                        | Vriendschappelijk                            |                                              |
| Als speler bij Ross County                   |                                              |                                              |                                              |                                              |                                              |
| 5                                            | 31 mei 2015                                  | Noord-Ierland – Qatar                        | 1 – 1                                        | Vriendschappelijk                            |                                              |
| 6                                            | 8 oktober 2015                               | Noord-Ierland – Griekenland                  | 3 – 1                                        | EK 2016 kwalificatie                         |                                              |
| 7                                            | 13 november 2015                             | Noord-Ierland – Letland                      | 1 – 0                                        | Vriendschappelijk                            |                                              |
| 8                                            | 15 november 2016                             | Noord-Ierland – Kroatië                      | 0 – 3                                        | Vriendschappelijk                            |                                              |
| 9                                            | 2 juni 2017                                  | Noord-Ierland – Nieuw-Zeeland                | 1 – 0                                        | Vriendschappelijk                            | 6'                                           |
| 10                                           | 10 juni 2017                                 | Azerbeidzjan – Noord-Ierland                 | 0 – 1                                        | WK 2018 kwalificatie                         |                                              |
| Als speler bij Burton Albion                 |                                              |                                              |                                              |                                              |                                              |
| 11                                           | 24 maart 2018                                | Noord-Ierland – Zuid-Korea                   | 2 – 1                                        | Vriendschappelijk                            |                                              |
| 12                                           | 30 mei 2018                                  | Panama – Noord-Ierland                       | 0 – 0                                        | Vriendschappelijk                            |                                              |
| 13                                           | 3 juni 2018                                  | Costa Rica – Noord-Ierland                   | 3 – 0                                        | Vriendschappelijk                            |                                              |
| 14                                           | 8 september 2018                             | Noord-Ierland – Bosnië en Herzegovina        | 1 – 2                                        | Nations League 2018/19                       |                                              |
| 15                                           | 15 oktober 2018                              | Bosnië en Herzegovina – Noord-Ierland        | 2 – 0                                        | Nations League 2018/19                       |                                              |
| 16                                           | 15 november 2018                             | Ierland – Noord-Ierland                      | 0 – 0                                        | Vriendschappelijk                            |                                              |
| 17                                           | 18 november 2018                             | Noord-Ierland – Oostenrijk                   | 1 – 2                                        | Nations League 2018/19                       |                                              |
| 18                                           | 24 maart 2019                                | Noord-Ierland – Wit-Rusland                  | 2 – 1                                        | EK 2020 kwalificatie                         |                                              |
| 19                                           | 8 juni 2019                                  | Estland – Noord-Ierland                      | 1 – 2                                        | EK 2020 kwalificatie                         |                                              |
| 20                                           | 14 oktober 2019                              | Tsjechië – Noord-Ierland                     | 2 – 3                                        | Vriendschappelijk                            |                                              |
| 21                                           | 19 november 2019                             | Duitsland – Noord-Ierland                    | 6 – 1                                        | EK 2020 kwalificatie                         |                                              |
| Als speler bij Heart of Midlothian           |                                              |                                              |                                              |                                              |                                              |
| 22                                           | 7 september 2020                             | Noord-Ierland – Noorwegen                    | 1 – 5                                        | Nations League 2020/21                       |                                              |
| 23                                           | 8 oktober 2020                               | Bosnië en Herzegovina – Noord-Ierland        | 1 – 1                                        | EK 2020 kwalificatie                         |                                              |
| 24                                           | 11 oktober 2020                              | Noord-Ierland – Oostenrijk                   | 0 – 1                                        | Nations League 2020/21                       |                                              |
| 25                                           | 12 november 2020                             | Noord-Ierland – Slowakije                    | 1 – 2                                        | EK 2020 kwalificatie                         |                                              |
| 26                                           | 15 november 2020                             | Oostenrijk – Noord-Ierland                   | 2 – 1                                        | Nations League 2020/21                       |                                              |
| 27                                           | 18 november 2020                             | Noord-Ierland – Roemenië                     | 1 – 1                                        | Nations League 2020/21                       | 56'                                          |
| 28                                           | 30 mei 2021                                  | Malta – Noord-Ierland                        | 0 – 3                                        | Vriendschappelijk                            |                                              |

Bijgewerkt op 15 januari 2025.

## Erelijst
| Competitie          |              |                  |              |              |
| Competitie          | Aantal       | Jaren            |              |              |
| Cliftonville        | Cliftonville | Cliftonville     | Cliftonville | Cliftonville |
| ------------------- | ------------ | ---------------- | ------------ | ------------ |
| Premiership         | 2            | 2012/13, 2013/14 |              |              |
| League Cup          | 2            | 2012/13, 2013/14 |              |              |
| Ross County         |              |                  |              |              |
| League Cup          | 1            | 2015/16          |              |              |
| Heart of Midlothian |              |                  |              |              |
| Championship        | 1            | 2020/21          |              |              |